# Silvère Ackermann
Silvère Ackermann (Montreal, 30 december 1984) is een Zwitsers voormalig wielrenner.

## Carrière
Ackermann was drie jaar prof van 2007 tot 2010 en won enkele kleinere wedstrijden. Hij nam wel eenmaal deel aan de Ronde van Vlaanderen maar eindigde buiten tijd.

## Overwinningen
2007
- 4e etappe Tour Nivernais Morvan
- Martigny-Mauvoisin
- 1e en 5e etappe Tour de la Nouvelle-Calédonie

2008
- Sierre-Moiry

## Resultaten in de voornaamste wedstrijden
| Jaar | Ronde van Italië | Ronde van Frankrijk | Ronde van Spanje |
| ---- | ---------------- | ------------------- | ---------------- |
| 2008 |                  |                     |                  |
| 2009 |                  |                     |                  |
| 2010 |                  |                     |                  |

| Jaar | Gent-Wevelgem | Ronde van Vlaanderen | E3 Harelbeke |
| ---- | ------------- | -------------------- | ------------ |
| 2008 |               |                      |              |
| 2009 | opgave        | buit.tijd            | opgave       |
| 2010 |               |                      |              |

Ackermann · Beuret · Camussa · Cannone · Cattaneo · Corsini · Giuliani (stagiair) · Maisto · Nosotti · Piemontesi · Reda · Rizzi · Rossi · Schubert · Signego · Tizza · Trafelet · Zagorodni · Zamperdi (stagiair)